# Габріела Гживинська
Габріела Гживинська (пол. Gabriela Grzywińska; нар. 18 лютого 1996, Краків, Польща) — польська футболістка, опорна півзахисниця російського клубу «Зеніта» (Санкт-Петербург) та національної збірної Польщі.

## Клубна кар'єра
Розпочинала займатися футболом у команді «Ванда» (Краків), де провела чотири сезони. На початку 2013 року перейшла в клуб «Унія» (Ратибор), з яким стала чемпіонкою Польщі сезону 2012/13 років. У січні 2014 року через фінансові проблеми в «Унії» залишила клуб і перейшла в «Медик» (Конін). У складі «Медика» — чемпіонка та володарка Кубку Польщі 2014 і 2015 років. Влітку 2016 року перейшла до «Гурник» (Ленчна). 13 серпня 2016 року забила свій перший м'яч у вищому дивізіоні в ворота команди з Лодзі, в своєму 59-му матчі. З «Гурником» перемагала в чемпіонаті країни в сезонах 2017/18 (перше чемпіонство клубу в історії) і 2018/19 роках, а також у Кубку Польщі 2016/17. У сезоні 2018/19 років стала автором 16 голам у 25 поєдинках та визнана найкращим гравцем чемпіонату. Влітку 2019 року повернулася в «Медик». У складі польських клубів неодноразово брала участь в матчах Ліги чемпіонів.
На початку 2021 року перейшла до російського клубу «Зеніт». Дебютний матч у чемпіонаті Росії зіграла 14 березня 2021 року проти клубу «Рязань-ВДВ».

## Кар'єра в збірній
Виступала за юніорську і молодіжну збірну Польщі. У 2013 році стала переможницею чемпіонату Європи (U-17).
З 2013 року грає за національну збірну Польщі. Провела щонайменше 19 матчів у відбіркових турнірах чемпіонату світу та Європи. Срібний призер міжнародного турніру «Кубок Алгарве» (2019).